# Ferdinand De Smet
Ferdinand De Smet (Brugge, 5 maart 1851 - Assebroek, 11 april 1921) was burgemeester van Assebroek van 1909 tot 1919.

## Levensloop
De Smet was de zoon van Jean-Edmond De Smet (°1814) en Flore-Caroline Gilliodts (1816-1878), dochter van Pieter Gilliodts, uit de rijke familie van grootgrondbezitters, ontvangers en zaakwaarnemers. Ferdinand werd tot gemeenteraadslid verkozen in 1895 en in 1907 werd hij schepen. Hij werd burgemeester in opvolging van Jacques Wante. Van 1914 tot en met 1918 nam hij de wijk naar Nederland, waardoor eerste schepen Jules Wagner gedurende de Eerste Wereldoorlog als dienstdoende burgemeester fungeerde. Toen De Smet terugkeerde besefte hij dat het niet verstandig was het ambt weer op te nemen. Hij nam ontslag en Wagner werd als burgemeester benoemd.
De Smet woonde in het kasteel 'Zevekote' op een domein van circa 25 ha. Zijn vlucht naar Nederland had wellicht te maken met het feit dat de Duitse bezetter zijn kasteel opeiste. Vrijgezel gebleven, legateerde hij de eigendom aan zijn nicht Marguerite Le Fevere de Ten Hove (1880-1949), dochter van Octave Le Fevere de Ten Hove (1850-1919) en van Adèle De Smet (1856-1929), de zus van Ferdinand. Marguerite was getrouwd met Maurice de Thibault de Boezinghe (1880-1955) en ze dachten er niet aan om in Assebroek te komen wonen. In 1925 werd de eigendom aangekocht door Urbain Bossuyt (Tielt 1881 - Assebroek 1958) en grotendeels verkaveld, met de aanleg van de toegangsdreef die Bossuytlaan werd en met de bouw van de Sint-Jozef-en-Kristoffelkerk en een lagere school. 
In juni 1970 besliste de gemeenteraad, enkele maanden vooraleer Assebroek als zelfstandige gemeente ophield te bestaan, aan de vroegere burgemeesters die nog niet door een straatnaam herdacht waren, hen een straatnaam toe te wijzen. Uitzondering werd gemaakt voor Laurent Dhont en Ferdinand De Smet. Later, binnen Groot-Brugge werd dan toch aan De Smet een straatnaam gegeven.